# János von Pallavicini
János Markgraf von Pallavicini (* 18. März 1848 in Padua; † 4. Mai 1941 in Pusztaradvány) war ein Diplomat Österreich-Ungarns vor und in der Zeit des Ersten Weltkrieges.

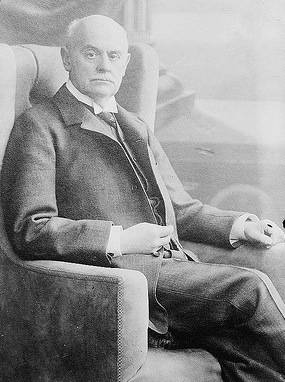
Marquis Johann von Pallavicini

## Leben
Der Neffe Alfred Pallavicinis, aus dem ungarischen Zweig des italienischstämmigen Adelsgeschlechts Pallavicini stammend, trat nach seinem Studium in Ödenburg und Wien 1874 in den diplomatischen Dienst ein. Zwischen 1874 und 1887 war er als Attaché in Berlin, Paris und London tätig. Dann wechselte er als Sekretär an die Vertretung nach Belgrad. Es folgten weitere Stationen an den Vertretungen in München und Sankt Petersburg, bevor Pallavicini zum Botschafter in Konstantinopel berufen wurde. Diesen Posten hatte er von 1906 bis 1918 inne. 1908 sprach er sich als einer der Wenigen gegen die Annexion Bosniens aus. Kritisch sehen Historiker indes seine Haltung zum Völkermord an den Armeniern. Sie werfen Pallavicini vor, er habe – obwohl er das Problem frühzeitig erkannt habe – seine Bedenken nicht ausreichend deutlich gemacht.
1911 vertrat er den erkrankten Alois Lexa von Aehrenthal als Außenminister, lehnte jedoch im April 1917 das Angebot Karls I., den Posten des Außenministers zu übernehmen ab. Zu Beginn des Ersten Weltkriegs setzte sich Pallavicini erfolgreich für einen Kriegseintritt der Türkei auf Seiten Österreich-Ungarns ein. Er war Mitglied des ungarischen Magnatenhauses und erhielt 1926 das Großkreuz des k.u. Sankt Stephans-Ordens.
Am 11. Oktober 1879 heiratete er Georgina Reade Crowe (* 1. April 1852; † 26. Januar 1936). Das Paar hatte folgende Söhne:
- Arthur (* 1880) ⚭ 1912 Alice Gräfin de la Fontaine und d' Harnoncourt-Unverzagt (* 1892), geschieden 1923
- Anton (* 1881)
- Johann (* 1883) ⚭ 1912 Martha Baronesse Solymosy von Loos und Egervar (* 1892)